# Азійські ігри 2022
XIX Азійські ігри — мультиспортивні змагання, які планували провести з 10 по 25 вересня 2022 року, але які були перенесені через пандемію коронавірусної хвороби і пройшли з 23 вересня по 8 жовтня 2023 року в Ханчжоу (Китай).

## Місця проведення змагань

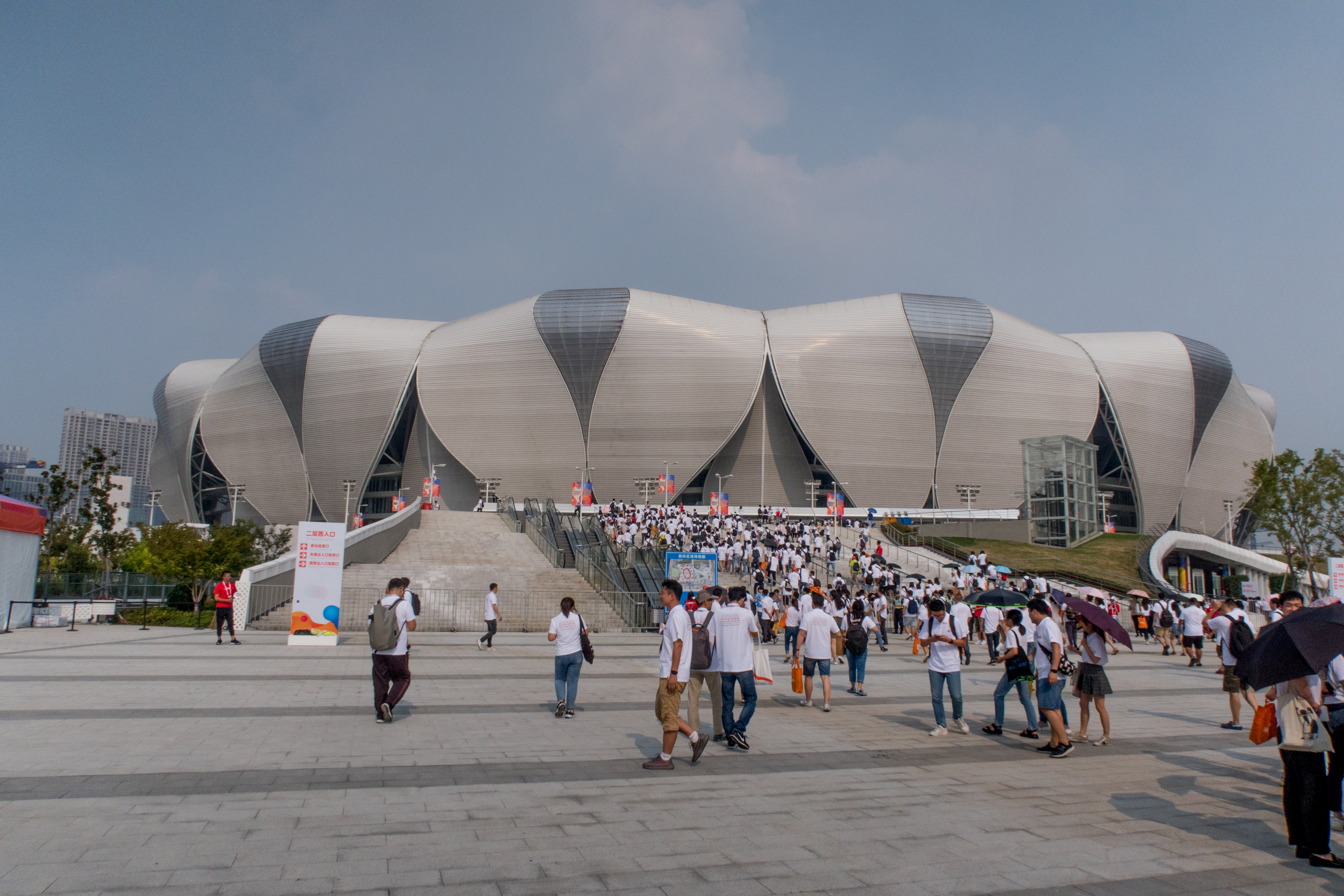
Олімпійський спортивний виставковий центр Ханчжоу

Ханчжоу в провінції Чжецзян подав заявку на проведення заходу та був єдиним містом, яке виконало всі необхідні кроки для участі в процесі, який завершився наприкінці серпня 2015 року. Ханчжоу було офіційно визнано містом-господарем 16 вересня 2015 року в Ашхабаді, Туркменістан, під час 34-ої Генеральної асамблеї Олімпійської ради Азії.
Всього для Азійських ігор було використано 44 об'єкти, включаючи 30 існуючих об'єктів і 14 новозбудованих об'єктів. З цих 44 місць 30 знаходяться в Ханчжоу та його районах, тоді як інші 14 знаходяться в чотирьох сусідніх префектурах.

## Змагання

### Бокс
- Бокс на літніх Азійських іграх 2022

### Легка атлетика
- Легка атлетика на літніх Азійських іграх 2022

## Медальний залік
Країна-господарка змагань 
| Місце  | Країна            | Золото | Срібло | Бронза | Загалом |
| ------ | ----------------- | ------ | ------ | ------ | ------- |
| 1      | Китай             | 201    | 111    | 71     | 383     |
| 2      | Японія            | 52     | 67     | 69     | 188     |
| 3      | Республіка Корея  | 42     | 59     | 89     | 190     |
| 4      | Індія             | 28     | 38     | 41     | 107     |
| 5      | Узбекистан        | 22     | 18     | 31     | 71      |
| 6      | Китайський Тайбей | 19     | 20     | 28     | 67      |
| 7      | Іран              | 13     | 21     | 20     | 54      |
| 8      | Таїланд           | 12     | 14     | 32     | 58      |
| 9      | Бахрейн           | 12     | 3      | 5      | 20      |
| 10     | КНДР              | 11     | 18     | 10     | 39      |
| 11     | Казахстан         | 10     | 22     | 48     | 80      |
| 12     | Гонконг           | 8      | 16     | 29     | 53      |
| 13     | Індонезія         | 7      | 11     | 18     | 36      |
| 14     | Малайзія          | 6      | 8      | 18     | 32      |
| 15     | Катар             | 5      | 6      | 3      | 14      |
| 16     | ОАЕ               | 5      | 5      | 10     | 20      |
| 17     | Філіппіни         | 4      | 2      | 12     | 18      |
| 18     | Киргизстан        | 4      | 2      | 9      | 15      |
| 19     | Саудівська Аравія | 4      | 2      | 4      | 10      |
| 20     | Сингапур          | 3      | 6      | 7      | 16      |
| 21     | В'єтнам           | 3      | 5      | 19     | 27      |
| 22     | Монголія          | 3      | 5      | 13     | 21      |
| 23     | Кувейт            | 3      | 4      | 4      | 11      |
| 24     | Таджикистан       | 2      | 1      | 4      | 7       |
| 25     | Макао             | 1      | 3      | 2      | 6       |
| 26     | Шрі-Ланка         | 1      | 2      | 2      | 5       |
| 27     | М'янма            | 1      | 0      | 2      | 3       |
| 28     | Йорданія          | 0      | 5      | 4      | 9       |
| 28—41  |                   | 0      | 6      | 27     | 33      |
| Всього | Всього            | 482    | 480    | 631    | 1593    |